# 화순 부춘정
화순 부춘정은 대한민국 전라남도 화순군 춘양면 부곡리에 있는 건축물이다. 2010년 12월 21일 화순군의 향토문화유산 제49호로 지정되었다.